# Дерік Вошбьорн
Дерік Вошберн (англ. Deric Washburn) — американський кіносценарист. Був номінований на «Оскар»  за сценарій до фільму «Мисливець на оленів».

## Фільмографія
1. Мовчазна втеча (1972)
реж. Дуглас Трамбулл
у головній ролі: Брюс Дерн
2. Мисливець на оленів / The Deer Hunter (1978)
реж. Майкл Чіміно
у головних ролях: Роберт Де Ніро, Джон Казале, Крістофер Вокен, Меріл Стріп
3. Кордон[en] (1982)
реж. Тоні Річардсон
у головних ролях: Джек Ніколсон, Гарві Кейтель
4. Максимальні запобіжні заходи (1987)
реж. Волтер Хілл
у головних ролях: Нік Нолт, Повер Бут, Майкл Айронсайд